# 春口廣
春口 廣（はるぐち ひろし、1949年7月3日 - ）は、日本のラグビー指導者。関東学院大学名誉教授。専門は、スポーツ科学。関東学院大学ラグビー部元監督。NPO法人横濱ラグビーアカデミー理事長。春口 広と表記されることもある。

## 経歴
静岡県生まれ。野球少年だったが愛知高校でラグビーを始める。小柄であったが大学のセレクション受験時、当時のラグビー部長綿井永寿の目に留まり日本体育大学に入学。日本体育大学専攻科修了。日体大でのポジションはスクラムハーフ・フランカー (SH・FL) としてレギュラー。
神奈川県立向の岡工業高等学校体育科教諭を経て、1974年に関東学院大学ラグビー部監督に就任。就任当初は関東大学ラグビーリーグ戦グループ3部に所属し、ラグビー専用グランドもなく、貝殻の混ざる運動場で部員8人のラグビー部を指導し始める。日体大の後輩である河西光を招き、早慶明に匹敵する実力を得させるべく本格指導を開始。関東大学ラグビーリーグ3部時代の2年間は全敗。3年目に1勝を上げる。
1982年にリーグ戦1部に昇格し、1990年、リーグ戦グループで初優勝、大学選手権初出場を果たす。
1994年に後にチームの主将を務める作田敏哉が入部した頃には、鮮やかな芝のグラウンドが3面もあり、部員も200人近くが在籍するなど、練習環境は春口の監督就任当初と比べて見違えるほど良くなっていた。春口の明るい性格と上下関係に厳しくないチームカラーから、当時のこのチームは「やる気があれば向上できるチーム」と評されていた。
1998年に大学選手権初優勝。以後、同リーグ戦11回優勝、全国大学ラグビーフットボール選手権大会優勝6回へと導く強豪チームへ育てあげた。
2007年、部員の不祥事（後述）により関東学院大学ラグビー部監督を辞任。
2010年、関東学院大学ラグビー部長に就任。2013年2月1日付けで監督に復帰したが、同年12月には成績不振を理由に解任された。
2015年3月末で関東学院大学を定年退職。同名誉教授の称号を得る。
2023年、女子ラグビーの横浜TKM監督に就任。

## 辞任
2007年には11月に同部部員の大麻取締法違反（栽培）の罪で2名が逮捕・起訴されるという前代未聞の不祥事が起こり、同部は翌2008年3月までの活動停止を決定したものの、慰留され一時監督留任。しかし、レギュラー選手1名を含む2～4年生の部員計12名の大麻吸引が発覚した後の同年12月5日に引責辞任した（同12名は大麻取締法違反（共同所持）容疑で書類送検され、2名が退学処分を受けている。（2007年12月20日現在））。

## 家族
長男の春口翼も関東学院大学在学中はレギュラーとして活躍。ポジションはスクラムハーフ。卒業後はリコーブラックラムズに所属したが2008年度シーズン終了後に現役生活から引退した。

## ＤＶＤ
- -速く 強く 楽しく-闘将・春口監督率いる関東学院大学の勝つチームへのラグビートレーニング（2004年） ティアンドエイチ株式会社